# ナユタ (お笑いコンビ)
ナユタは、日本のお笑いコンビ。吉本興業東京本社（東京吉本）所属。2025年3月まではアマチュアとして活動していた。NSC東京校30期および大阪校47期と同期扱い。

## メンバー
- おのはら（2001年5月11日 - ）（24歳）
  - ボケ担当、立ち位置は向かって左。
  - 本名 小野原颯汰
  - 宮城県富谷市出身[1]。宮城県仙台第二高等学校卒業。東京大学経済学部卒業[2]。
  - お笑いが好きで、高校三年生のときの文化祭ではコントを披露していた。
  - M-1グランプリ2023では「ロンシャルド」としてナイスアマチュア賞も受賞している[2]。
  - 舞台衣装はクッキーモンスターの描かれたTシャツ。

- ホリコシ（2003年3月25日 - ）（22歳）
  - ツッコミ担当、立ち位置は向かって右。
  - 本名 堀越裕一郎
  - 東京都青梅市出身。東京都立駒場高等学校卒業。早稲田大学文学部在学中[2]。
  - 身長175cm
  - 高校生の時にはハイスクールマンザイで準決勝まで進出したことがある。
  - 受験した際に他学部にも合格していたが、単位取得が比較的易しい文学部に進学した。
  - 2024年末に卒業論文を提出予定だったが、提出期限に遅れてしまい留年することになった[3]。

## 概要
早稲田大学お笑い工房LUDOで出会った二人でコンビ結成。結成してすぐに参加したM-1グランプリでは1回戦を通過し、2回戦進出。翌年には、アマチュア同士のコンビで唯一、準々決勝に進出し、ベストアマチュア賞を受賞。同年、大学生漫才師の頂点を決める大会である「大学生M-1グランプリ」で優勝、さらに、アマチュア芸人の頂点を決める大会、全日本アマチュア芸人No.1決定戦では準優勝をする（なお優勝者はどくさいスイッチ企画）など活躍の幅を広げていった。
2025年4月1日から吉本興業東京本社所属。NSCを経ずスカウトでの所属のため、大学お笑いの同期より1期上の芸歴となっている。同年7月11日のKakeru翔チャレンジバトルEASTにて渋谷よしもと漫才劇場の翔メンバーに入る。

## 賞レース戦歴

### M-1グランプリ
| 年度（回）       | 結果         | 会場                          | 日程     | 備考                   |
| ---------------- | ------------ | ----------------------------- | -------- | ---------------------- |
| 2022年（第18回） | 2回戦進出    | [東京] 雷5656会館ときわホール | 10月13日 |                        |
| 2023年（第19回） | 準々決勝進出 | [東京] ルミネtheよしもと      | 11月21日 | ベストアマチュア賞受賞 |
| 2024年（第20回） | 準々決勝進出 | [東京] ルミネtheよしもと      | 11月22日 | フリーとして出場       |

### その他賞レース
- 2023年 UNDER 25 OWARAI CHAMPIONSHIP 準決勝進出[10]
- 2023年 大学生M-1グランプリ2023 優勝
- 2023年 全日本アマチュア芸人No.1決定戦 準優勝
- 2023年 ガチプロ 4位
- 2024年 NOROSHI2024 決勝進出（Sunday Monday Sundayとして）
- 2024年 UNDER5 AWARD 準決勝進出[11]
- 2024年 UNDER 25 OWARAI CHAMPIONSHIP 決勝進出
- 2025年 UNDER5 AWARD 準決勝進出
- 2025年 ABCお笑いグランプリ 準決勝進出

## 出演

### テレビ
- オールナイトフジコ（フジテレビ、2023年12月16日）
- ネタパレ（フジテレビ、2024年2月23日）
- ゴッドタン（テレビ東京、2024年3月23日）
- 証言者バラエティ アンタウォッチマン！（テレビ朝日、2024年9月17日）

### ラジオ
- ナユタの伸びしろ！（FM NACK5 ポッドキャスト、2024年5月6日 - ）[12]
- GERA NEXT（GERA、2024年5月16日 - ）[13]
- ナユタの新夜零時を過ぎたら（Artistspoken、2024年11月24日）

## 単独ライブ
- ナユタ第1回単独ライブ「ループ＆ループ」（2024年7月13日、杉並区立方南会館）[14]
- ナユタ第2回単独ライブ「ワンモアタイム」（2025年3月24日、なかのZERO小ホール）